# Піхотна дивізія «Доллершейм»
Піхотна дивізія «Доллершейм» (нім. Infanterie-Division Döllersheim) — піхотна дивізія Вермахту за часів Другої світової війни. Участі в бойових діях не брала.

## Історія
Піхотна дивізія «Доллершейм» сформована 3 серпня 1944 року у ході 31-ї хвилі мобілізації у XVII-му військовому окрузі на навчальному центрі Доллершейм (нім. Trüppenübungsplatz Döllersheim) в Нижній Австрії, як «дивізія-тінь» (нім. Schatten-Division). Однак, вже за декілька днів її підрозділи передали на доукомплектування 564-у гренадерської дивізії, яка невдовзі стала іменуватись 564-ю фольксгренадерською дивізією.

## Райони бойових дій
- Австрія (серпень 1944)

## Склад
| 1944                                |
| ----------------------------------- |
| 1-й гренадерський полк «Доллершейм» |
| 2-й гренадерський полк «Доллершейм» |
| 3-й гренадерський полк «Доллершейм» |